# Mauna Loa Observatorium

De Keelingcurve: CO_{2}-gehalte in de atmosfeer, gemeten op het Mauna Loa Observatorium

Het Mauna Loa Observatorium (MLO) is een observatiestation voor de aardatmosfeer op Mauna Loa, een vulkaan op het eiland Hawaï.
Het observatorium is gelegen op 3397 meter hoogte, op de helling van de vulkaan. Sedert 1956 verzamelt het gegevens over allerlei veranderingen in de atmosfeer, aanvankelijk onder leiding van Charles Keeling, nadien van zijn zoon Ralph en later Elmer Robinson. Maar het centrum is vooral bekend om zijn ononderbroken meting van het gehalte koolstofdioxide (CO2) in de atmosfeer. Soms wordt hier ook naar verwezen als de Keelingcurve.
Het observatorium maakt deel uit van het Earth System Research Laboratory, een onderdeel van de National Oceanic and Atmospheric Administration (NOAA). Volgens dit agentschap is Mauna Loa het oudste continue CO2-waarnemingsstation op aarde, en wereldwijd de bekendste maatstaf voor het meten van het gas.
Op dezelfde locatie als het MLO bevinden zich ook het Mauna Loa Solar Observatorium en AmiBA (meten van kosmische achtergrondstraling). Elders op Hawaï ligt het astronomisch Mauna Kea-observatorium. Mauna Loa werd oorspronkelijk als locatie gekozen vanwege de afstand tot het continent, de hoogteligging boven de inversielaag, en omdat er al een ruwe toegangsweg bestond. Soms worden de metingen verstoord door lokale vulkaanemissies, maar die worden dan gecorrigeerd.

## CO2-metingen
De metingen op Mauna Loa laten in de 21e eeuw een uitgesproken stijging van het CO2-gehalte zien. Sedert 2015 is de symbolische grens van 400 ppm CO2 overschreden. Gelijkaardige metingen worden uitgevoerd in het Cape Grim Baseline Air Pollution Station (Australië).
Het Earth System Research Laboratory verzamelt en integreert ook metingen van over de hele wereld.